# Altes Schloss (Freyenstein)

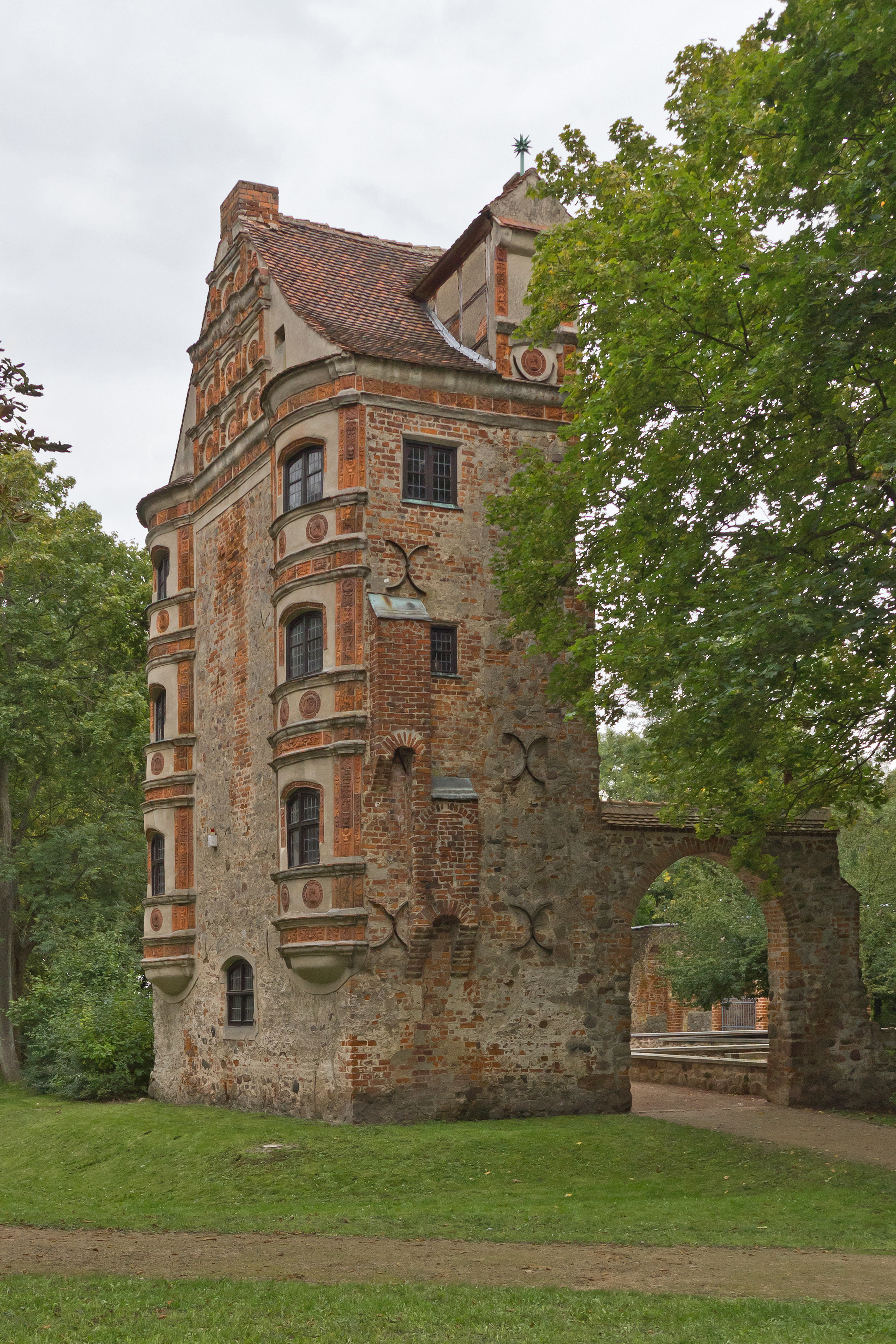
Altes Schloss Freyenstein, 2013

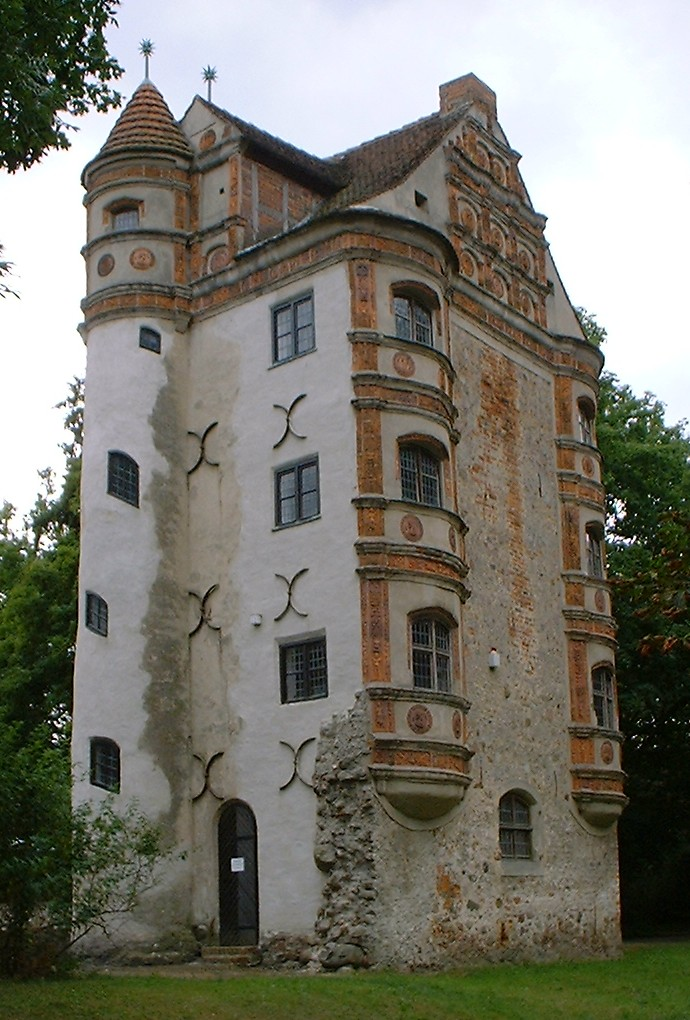
Ansicht mit Treppenturm im Jahr 2006

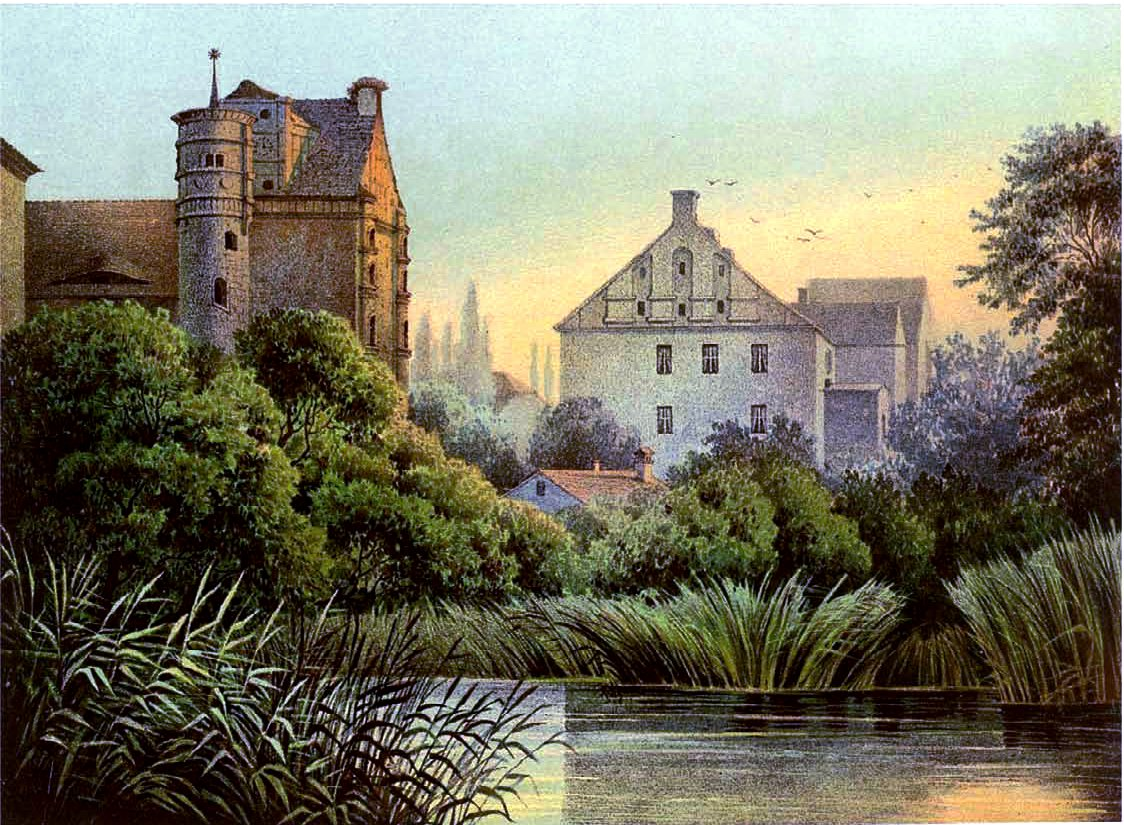
Altes Schloss (links), ca. 1860

Das Alte Schloss in Freyenstein ist ein fragmentarisch erhaltenes Renaissanceschloss im Ortsteil Freyenstein von Wittstock/Dosse im Landkreis Ostprignitz-Ruppin in Brandenburg. Das Alte Schloss entstand im 16. Jahrhundert und ist durch seine Fassadengestaltung mit Terrakottaschmuck bekannt.

## Geschichte
Das Renaissanceschloss wurde südöstlich außerhalb der Stadtmauer in den Jahren von 1551 bis 1572 an der Stelle einer mittelalterlichen Burg für Curdt von Rohr durch Dominicus Parr erbaut. Es ist teilweise von Wassergräben umgeben. Im Dreißigjährigen Krieg wurde das Schloss 1631 zerstört und ist seitdem eine Ruine. Ein Teilausbau mit Restaurierung wurde 1969/73 vorgenommen. Die Umgebung wurde 1968 in Anlehnung an vorhandene Parkstrukturen neu gestaltet. 
Im Alten Schloss werden Trauungen durchgeführt; des Weiteren ist eine kleine Ausstellung zu Haushaltsgegenständen, Kleidung  und Werkzeugen aus dem 19. und 20. Jahrhundert zu besichtigen.

## Architektur
Von der anspruchsvollen, unregelmäßigen Dreiflügelanlage sind nur Mauerzüge der nach Süden gerichteten ehemaligen Hauptfront mit zwei halbrunden, das Tor flankierenden Turmstümpfen sowie der reich geschmückte nördliche Kopfbau des Westflügels, ein viergeschossiger Bauteil mit Segmentbogenfenstern und Treppenturm erhalten. Die Nordfront wird von zwei dreigeschossigen, segmentbogig vorspringenden Erkern eingefasst. Erker, Giebelfelder und Oberteil des Treppenturms sind geschmückt mit sorgfältig geformtem, ursprünglich bemaltem Terrakottaschmuck, vermutlich aus der Werkstatt des Lübecker Meisters Statius von Düren (ähnlich dem Johann-Albrecht-Stil des Fürstenhofs (Wismar) und von Schloss Gadebusch). Die Terrakottaelemente wurden restauriert und ergänzt von der Firma HB-Werkstätten für Keramik in Marwitz. Die Pilaster und Friese sind reich mit Ranken, Grotesken und anderen antikisierenden Motiven verziert, dazwischen sind Bildnismedaillons von Paris und Conrad von Rohr als Hektor angebracht.
Im Erdgeschoss befindet sich ein dreijochiger Raum mit Kreuzgewölbe. Im zweiten Obergeschoss in der Nordwand ist ein offener Kamin eingebaut. Zur Ausstattung gehören eine auf 1753 datierte, restaurierte Ratsbank und mehrere Porträts aus der Ahnengalerie des Neuen Schlosses: Dettloff von Winterfeldt († 1733), Georg von Winterfeldt († 1773) und zwei Bildnisse eines Ehepaars aus der ersten Hälfte des 19. Jahrhunderts. Im dritten Obergeschoss ist die Südwand mit Nischengliederung versehen, dort wurden Nachgüsse und Originalstücke der Terrakottareliefs eingesetzt.